# Golubac
Golubac (cyr. Голубац, rum. Golumbei, tur. Güvercinlik, węg. Galambóc) – miejscowość w północno-wschodniej Serbii, w okręgu braniczewskim, siedziba gminy Golubac. Jest położona na prawym brzegu Dunaju. W 2011 roku liczyła 1653 mieszkańców.

## Historia i atrakcje turystyczne

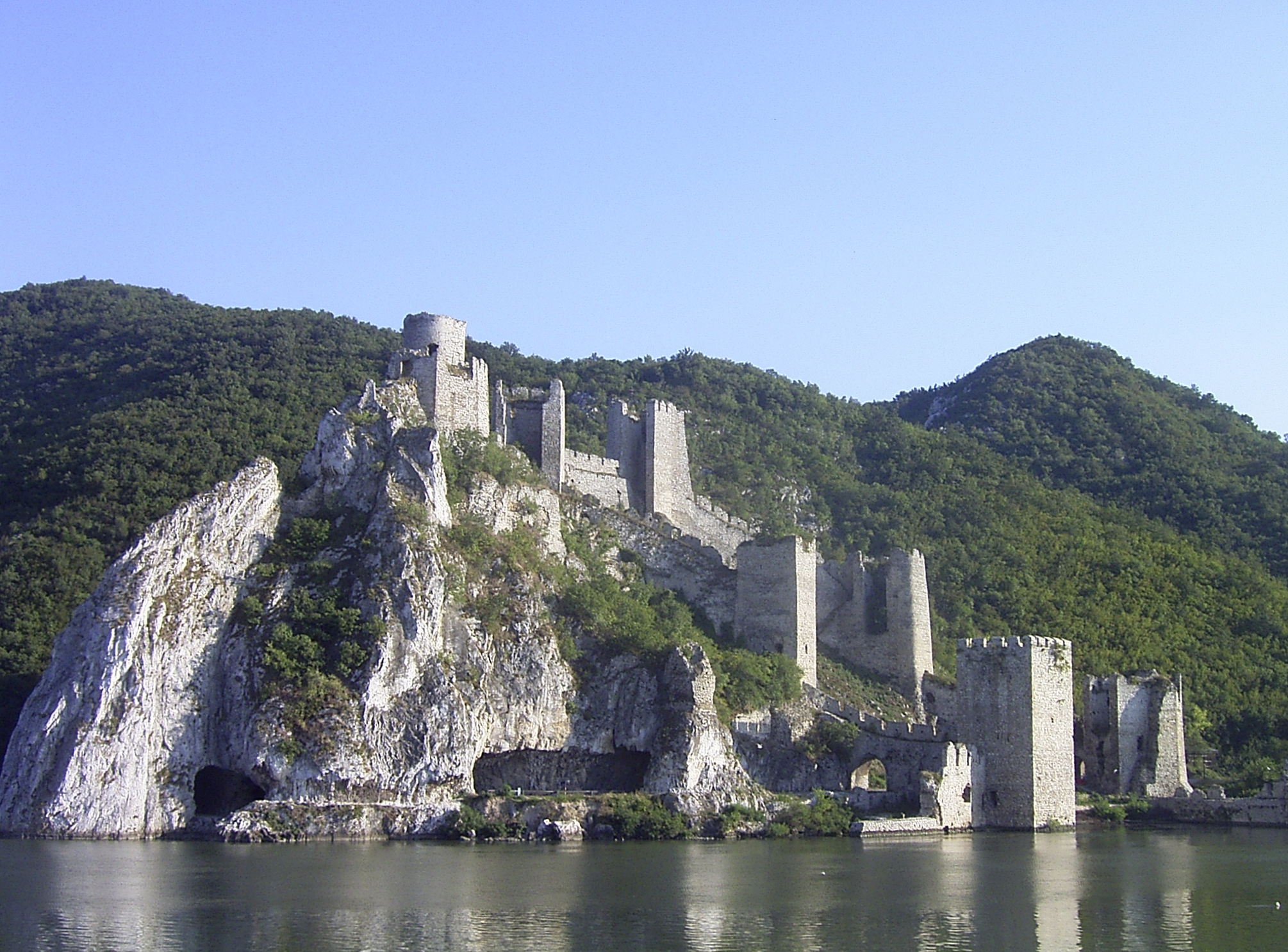
Widok na twierdzę Golubac od strony Dunaju

Ze względu na liczne wykopaliska archeologiczne, Park Narodowy Đerdap i twierdzę Golubac okolice Golubaca są chętnie odwiedzane przez turystów.
Miejscowość jest popularna pod względem turystycznym i żeglarskim.
Park Narodowy Żelazna Brama jest znany ze swego piękna i terenów łowieckich.
Miejscowe wykopaliska archeologiczne w pobliżu mostu Trajana i wzdłuż Dunaju, aż do Żelaznej Bramy ukazują pozostałości budowli z czasów tego cesarza. W okolicy znajdują się też ruiny rzymskiej fortecy Diana. Twierdza Golubac została zbudowana w XIV wieku i jest położona 4 km w dół rzeki. Miejscowym polonicum jest historia obrony tej fortecy, podczas wojny z Imperium Osmańskim w 1428 roku, kiedy wsławił się swym bohaterstwem polski rycerz Zawisza Czarny z Garbowa herbu Sulima, który osłaniając odwrót wojsk Zygmunta Luksemburskiego mimo wysłanej po niego łodzi postanowił walczyć nadal wraz ze swoimi żołnierzami i dostawszy się do tureckiej niewoli został zamordowany. Według tureckiej legendy dwóch janczarów miało się pokłócić o to, który z nich wziął Zawiszę do niewoli, aż w końcu jeden z nich miał ściąć rycerzowi polskiemu głowę.